# José Luis Morán López

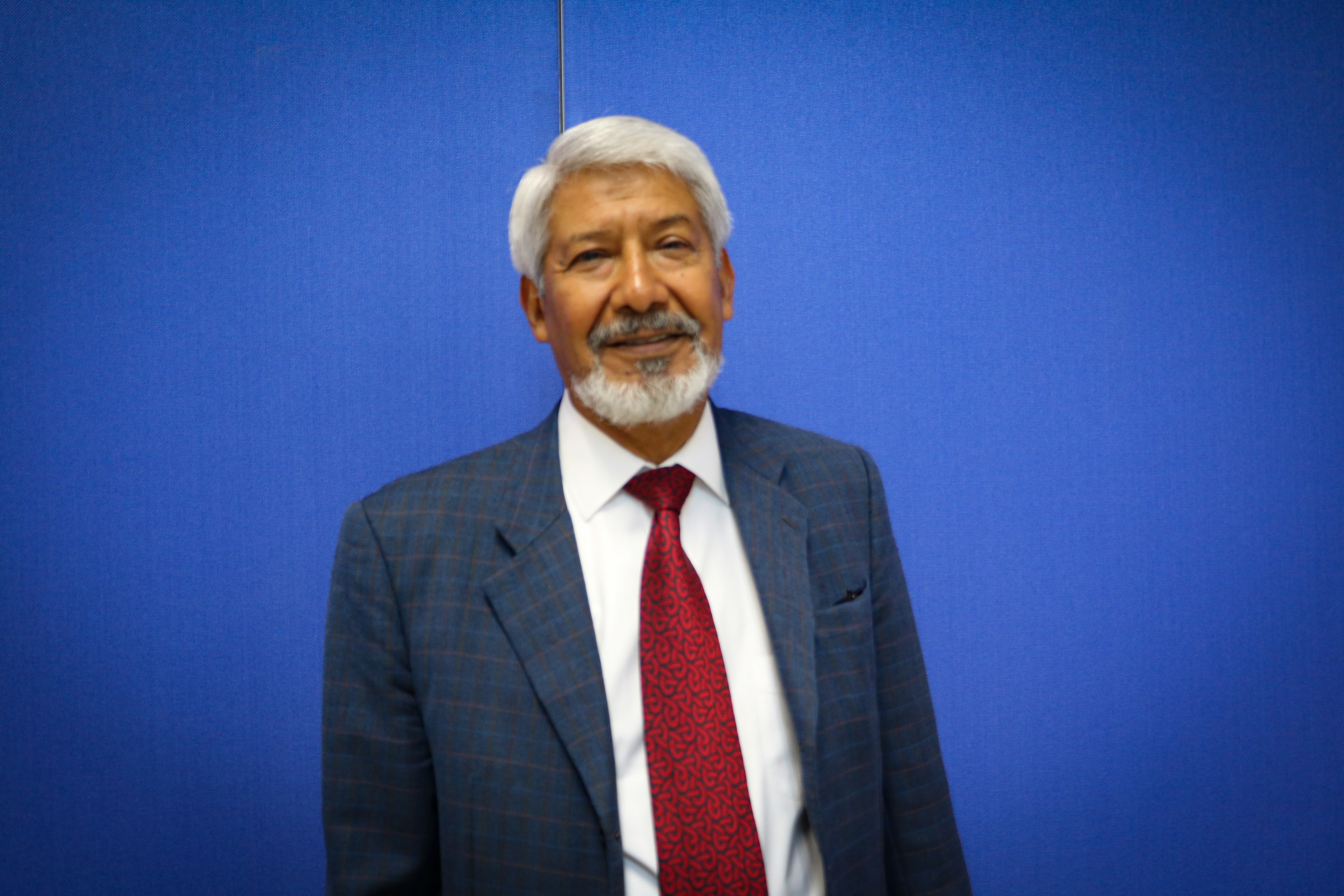
Doctor José Luis Morán López.

José Luis Morán López (Charcas, San Luis Potosí, 25 de agosto de 1950) es un físico, catedrático, investigador,  académico y divulgador de la ciencia mexicano. Se ha especializado en las áreas de física teórica, física del estado sólido y la ciencia de materiales.  Ha sido promotor de la creación de sociedades científicas, la descentralización de la ciencia y la fundación de organismos estatales de apoyo a las actividades científicas y tecnológicas, así como de nuevos centros de investigación en México.

## Estudios y docencia
Estudió la licenciatura de Física en la Universidad Autónoma de San Luis Potosí y obtuvo la maestría en Física Teórica en el Centro de Investigación y de Estudios Avanzados del Instituto Politécnico Nacional (Cinvestav) en el año de 1974. Posteriormente, en el año de 1977 terminó sus estudios de doctorado obteniendo el grado de doctor rerum naturalium con la nota de magna cum laude en el Instituto de Física Teórica de la Universidad Libre de Berlín, Alemania. De 1977 a 1979 realizó una estancia posdoctoral en el Departamento de Física de la Universidad de California en Berkeley, en los Estados Unidos.
En 1980 inició su actividad como investigador en el Departamento de Física del Cinvestav, en 1986 se trasladó a San Luis Potosí para integrarse como profesor e investigador nivel VI en su alma mater en donde promovió el desarrollo académico del Instituto de Física. En 2000, bajo su iniciativa, se fundó el Centro Público de Investigación  denominado Instituto Potosino de Investigación Científica y Tecnológica (IPICYT) en el cual se desempeñó como su primer director general. Durante su gestión como director también colaboró en proyectos de investigación en el Departamento de Materiales Avanzados y promovió la creación del Centro Nacional de Supercómputo (CNS). De 2008 a 2013 fue profesor titular C en el Departamento de Física de la Universidad Nacional Autónoma de México. Actualmente es investigador Titular C en la División de Materiales Avanzados del IPICYT y coordinador académico del CNS.
Como profesor visitante ha impartido cursos y seminarios en la Universidad Libre de Berlín, Alemania; en la Universidad de California de Berkeley, EUA; en la Universidad Fluminense, en Niteroi, Brasil; en la Universidad de Río Grande do Sul, en Porto Alegre, Brasil; en la Université Louis Pasteur (ULP) o Strasbourg I, Francia; en el Centro Nuclear de Jülich, Alemania; en el Instituto de Computación de Ingeniería y Ciencias de la Universidad de Texas en Austin, EUA; entre otras instituciones.

## Investigador y académico

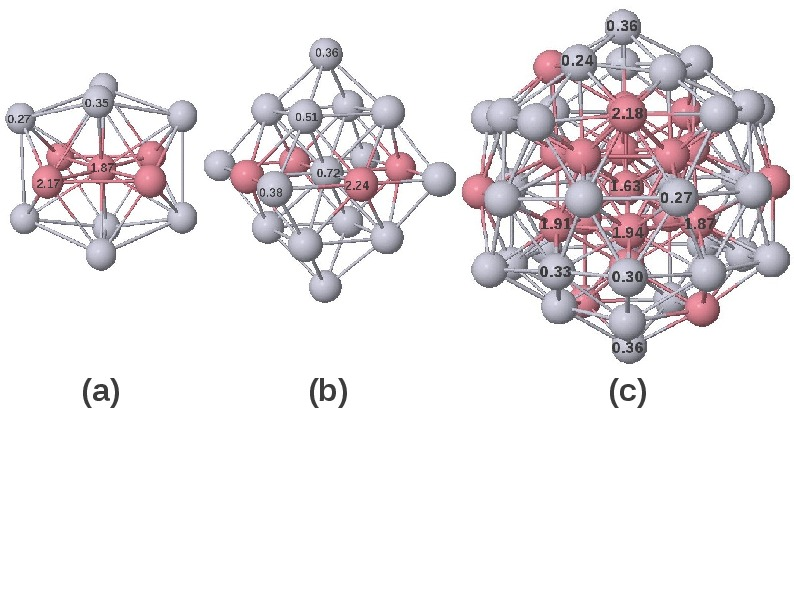
Resultados del cálculo teórico de la distribución geométrica en los agregados Co5Pt8, Co4Pt15 y Co20Pt35. Los números en los átomos denotan el momento magnético que portan los átomos de Co y Pt en diferentes posiciones.

Se ha especializado en las áreas de física teórica, relacionadas con física del estado sólido y la ciencia de materiales, particularmente en los efectos de superficie en aleaciones, en la termodinámica y propiedades electrónicas y magnéticas de sistemas de baja dimensionalidad, en la teoría electrónica de la segregación y en general de los fenómenos de orden-desorden en superficies y en el estudio de la estructura electrónica de nanoestructuras de carbón. En múltiples ocasiones ha impartido conferencias sobre física del estado sólido —en especial en aquellas sobre superficies, magnetismo, transiciones de fases en sistemas de dimensionalidad restringida y nanoestructuras—, organizadas tanto en México como en otros países.
Ha sido asesor y perito evaluador de proyectos para el Consejo Nacional de Ciencia y Tecnología de México, la Comisión Nacional de Investigación Científica y Tecnológica de Chile,  la Comisión Interministerial de Ciencia y Tecnología de España, de The World Academy of Science (TWAS), el International Center for Theorical Physics, del Centro Internacional de Física de Colombia y el Consejo Nacional de Investigaciones Científicas y Técnicas de la Argentina.
Fue el presidente fundador de la Federación de Sociedades Científicas de México así como de la Sociedad Mexicana de Ciencias de Superficies y de Vacío, también ha sido presidente de la Sociedad Mexicana de Física y de la Federación Latinoamericana de Sociedades de Física. Fue fundador y director general del Consejo Potosino de Ciencia y Tecnología. Es miembro de la Academia Mexicana de Ciencias, de la American Physical Society en categoría Fellow desde 1993, de la American Vacuum Society, de la Materials Research Society, de la Sociedad Europea de Física, de The World Academy of Science (TWAS), de la Academia Mexicana de Materiales, de la Sociedad Potosina de Física y del Colegio Universitario de Ciencia y Arte de San Luis Potosí. Es investigador nivel III del Sistema Nacional de Investigadores y miembro del Consejo Consultivo de Ciencias de la Presidencia de la República.

## Obras publicadas
Ha publicado en las revistas Physical Review Letters, Physical Review B, Physics Reports, Surface Science, Solid State Communications, Physics Letters A, Nanostructured Materials, Revista Mexicana de Física, Thin Solid Films, entre otras. Ha publicado más de 210 artículos científicos tanto en revistas como en libros de difusión internacional.
Ha escrito dos capítulos en libros especializados. Ha editado 9 libros especializados, 2 en Springer Verlag y 7 en Plenum Press. Es coautor de un libro universitario editado por el Fondo de Cultura Económica. Escribió la sección “Fundamentals of Physics” de la Encyclopedia of Life Support Systems publicada por la UNESCO. Es coautor de la sección de física de la Enciclopedia de conocimientos fundamentales, editada por la Universidad Nacional Autónoma de México (UNAM). Ha escrito dos monografías, sus presentaciones en congresos suman más de 300. Su obra ha sido citada en más de 2500 ocasiones.

## Labores editoriales
De 1996 al 2000 fue director de la Revista Mexicana de Física. En enero de 1998 se le nombró Presidente del Comité Editorial de la Serie La Ciencia en el Nuevo Milenio, Monografías de las Redes latinoamericanas de Ciencias, dentro de la cual se han publicado 3 libros. En mayo de 1999 le invitaron a servir como editor honorario de la Encyclopedia of Life Support Systems, en el tema de Fundamentals of Physics, publicada por la UNESCO. Desde el año 2000 es miembro del Comité General de Obras Científicas y Tecnológicas del Fondo de Cultura Económica.

## Divulgador y promotor de la ciencia
Escribe en forma constante artículos de divulgación para la prensa nacional. A la fecha ha escrito 40 artículos sobre temas científicos y un libro de la Ciencia para Todos que edita el Fondo de Cultura Económica. Fue uno de los impulsores para la creación del Museo de Ciencias y Artes El Laberinto, de la ciudad de San Luis Potosí, y promueve la consolidación del Museo Interactivo de Ciencias El Meteorito, en Charcas, S.L.P. Durante su gestión como Presidente de la Sociedad Mexicana de Física impulsa la Olimpiada Nacional de Física, reactiva la Olimpiada Iberoamericana de Física y consigue la sede de la Olimpiada Internacional de Física. Esta última se realizó por primera vez en México en la ciudad de Mérida, en 2009, fungiendo él como Presidente del Comité Organizador.

## Premios y distinciones
- Beca Guggenheim por la John Simon Guggenheim Memorial Foundation, Nueva York (1984).
- Premio de Investigación en Ciencias Exactas otorgado por la Academia de la Investigación Científica (hoy Academia Mexicana de Ciencias), en 1985.
- Premio “Manuel Noriega Morales” en Ciencias Exactas otorgado por la Organización de los Estados Americanos (OEA) en 1988.
- Premio C.V. Raman, otorgado por el International Centre for Theoretical Physics, Trieste, Italia, en 1990.[16]
- Beca de Investigación  “Alexander von Humboldt” otorgada por la Alexander von Humboldt-Stiftung (1992).[17]
- Medalla “Marcos Moshinsky” otorgada por el Instituto de Física de la Universidad Nacional Autónoma de México (UNAM) en 1995.
- Premio Nacional de Ciencias y Artes en el área de Ciencias Físico-Matemáticas y Naturales otorgado por la Secretaría de Educación Pública en 1996.[18]
- Vicepresidente de la Unión Internacional de Física Pura y Aplicada, 1999-2002.[19]
- Miembro del Consejo Directivo del Sistema Nacional de Investigadores en el período 2000- 2002.[20]
- Medalla de la Academia de Ciencias del Tercer Mundo, en la ciudad de Trieste, Italia, en 2004.[21]
- Premio al Desarrollo de la Física y a la Investigación Científica en México otorgado por la Sociedad Mexicana de Física en 2005.[22]
- Beca para Investigadores J. Tinsley Oden, Austin, TX, EUA, 2007.[23]
- Miembro del Comité de Planeación de Políticas y Acciones Futuras de la Academia Mundial de Ciencias (TWAS).[24]
- Presidente del Comité Científico del Consejo Internacional de Ciencias (ICSU) de la región de Latinoamérica y el Caribe por el período 2012-2016.[25]
- Vicepresidente de la Academia Mexicana de Ciencias 2014-2017.[26]
- Presidente de la Academia Mexicana de Ciencias 2017-2020.[26]

## Participación ciudadana
Como ciudadano ha participado activamente en grupos colegiados electorales. Fue invitado a participar como Consejero Electoral en el Distrito 5, en el Estado de San Luis Potosí, México, y observó las elecciones federales de 1994 al 2000. También, participó en marzo de 1995 en la organización de una consulta ciudadana en el municipio de Cerritos, en el estado de San Luis Potosí, México; para dirimir la ingobernabilidad suscitada a raíz de una elección extremadamente cerrada en la que el candidato del PRI (Partido Revolucionario Institucional) ganó la elección. El resultado de esa consulta, en la que participaron los candidatos del PRI y PAN (Partido Acción Nacional) fue la ratificación del resultado original. Ese ejercicio ciudadano fue el germen de lo que se constituyó como la Segunda Votación o Segunda Vuelta en la elección de Presidentes Municipales en el Estado de San Luis Potosí, para casos en votaciones cerradas.
Después de su participación como Consejero Electoral en el IFE, fue nombrado Consejero Ciudadano del Consejo Estatal Electoral del Estado de San Luis Potosí del año 2000 al 2005. Finalmente, fue el responsable del Programa de Resultados Electorales Preliminares del Estado de San Luis Potosí en las elecciones locales de 1997 y de 2003.